# Beostær
Beostæren (Gracula religiosa) er en stær. Fuglen yngler i de tropiske dele af det sydlige Asien fra Indien og Sri Lanka til Indonesien og er blevet introduceret til USA. Fuglen når en længde på 28-30 cm.
Fuglen er et almindeligt kæledyr kendt for sin evne til at imitere tale.
Der findes to underarter:
- Gracula religiosa religiosa
- Gracula religiosa indica